# Flora van Nederlandsch Indie, Eerste Bijvoegsel
Flora van Nederlandsch Indie, Eerste Bijvoegsel (abreviado Fl. Ned. Ind., Eerste Bijv.) es un libro con descripciones botánicas, escrito por Friedrich Anton Wilhelm Miquel. El libro fue editado en el año 1861 y tiene el nombre alternativo de Flora Indiae Batavae,...Supplementum Primum. Prodromus Florae Sumatranae.